# Euphonia violacea
Euphonia violacea е вид птица от семейство Чинкови (Fringillidae).

## Разпространение
Видът е разпространен в Аржентина, Бразилия, Венецуела, Гвиана, Парагвай, Суринам, Тринидад и Тобаго и Френска Гвиана.